# Ansgar Hense
Ansgar Hense (* 1965 in Paderborn) ist ein deutscher Staatskirchenrechtler.

## Leben
Ansgar Hense studierte nach seinem Abitur am Gymnasium Antonianum Geseke Rechtswissenschaften an der Johannes Gutenberg-Universität Mainz, der Universität Bayreuth und der Albert-Ludwigs-Universität Freiburg. Nach dem juristischen Staatsexamen wurde er 1997 mit der Staatskirchenrechtlichen Arbeit Glockenläuten und Uhrenschlag. Der Gebrauch von Kirchenglocken in der kirchlichen und staatlichen Rechtsordnung in Freiburg zum Dr. iur. promoviert. Er war Wissenschaftlicher Assistent an der Juristischen Fakultät der Technischen Universität Dresden. Nach seiner Habilitation 2004 war er Privatdozent an der TU Dresden, parallel Mitarbeiter am Institut für Staatskirchenrecht in Bonn.
Er ist außerplanmäßiger Professor an der Technischen Universität Dresden und lehrt an der dortigen Juristischen Fakultät. Er ist ebenfalls außerplanmäßiger Professor an der Rheinischen Friedrich-Wilhelms-Universität Bonn und lehrt an der dortigen Rechts- und Staatswissenschaftlichen Fakultät.
2011 wurde er zum Direktor des Bonner Instituts für Staatskirchenrecht der Diözesen Deutschlands berufen. Er tritt die Nachfolge von Wolfgang Rüfner an.
Er gehört dem Verwaltungsrat der Katholischen Hochschule Nordrhein-Westfalen an. Hense ist seit 1986 Mitglied der Studentenverbindung Rheno-Palatia Breslau zu Mainz sowie auch der K.D.St.V. Hohenstaufen Freiburg im Breisgau und der KDStV Langobardia (München) zu Bayreuth, alle im CV. Er ist Gründungsmitglied der Experteninitiative Religionspolitik.

## Positionen
Hense ist Kritiker der Antidiskriminierungsrichtlinie 2000/78/EG, insoweit diese die (vom Bundesverfassungsgericht weitgehend gebilligte) Personalpraxis (u. a.) der katholischen Kirche untersagt, von Stellenbewerbern/Arbeitnehmern unabhängig von deren Stellung im kirchlichen Betrieb Enthaltsamkeit hinsichtlich gleichgeschlechtlicher Praktiken einzufordern (sog. Loyalitätsobliegenheiten). Seiner Auffassung zufolge verfolge das europäische Antidiskriminierungsrecht mit seinen Diskriminierungsverboten einen „moralischen Impetus“. Das deutsche wie europäische Antidiskriminierungsrecht wolle vor allem im Bereich sexueller Identität „bestimmte ethisch-moralische Vorstellungen“ durch gesetzgeberischen Akt umsetzen. „Dies als freiheitlich zu verkaufen“, sei „ein Etikettenschwindel, da autonome Bereiche anderer Akteure – wie z. B. der Kirchen – erheblich tangiert werden“ könnten. Die im Gesetzgebungsverfahren zum AGG erfolgte Bezeichnungsänderung von der im Gesetzentwurf verwendeten Formulierung „Antidiskriminierungsgesetz“ hin zu „Allgemeines Gleichbehandlungsgesetz“ bezeichnet er unter Verwendung eines heute missbilligten Ausdrucks als „terminologische Mohrenwäsche“.

## Schriften
- Glockenläuten und Uhrenschlag. Der Gebrauch von Kirchenglocken in der kirchlichen und staatlichen Rechtsordnung. Duncker und Humblot, Berlin 1998, ISBN 3-428-09346-1.
- Denkmalrecht unter Denkmalschutz? Aktuelle rechtspolitische, verfassungs- und verwaltungsrechtliche Probleme von Denkmalschutz und Denkmalpflege. Lang, Frankfurt am Main 2003, ISBN 3-631-51156-6.
- Vertragsfreiheit und Diskriminierung. Duncker und Humblot Berlin 2007, ISBN 978-3-428-12113-7, zusammen mit Tilman Repgen, Thomas Lobinger, Josef Isensee (Hrsg.)
- Kirchliches Stiftungswesen und Stiftungsrecht im Wandel. Duncker und Humblot, Berlin 2009, ISBN 978-3-428-13049-8, zusammen mit Martin Schulte
- 60 Jahre Grundgesetz. Bachem, Köln 2009, ISBN 978-3-7616-2123-3.